# Матур
Матур (хак. Мадыр) — село в Таштыпском районе Хакасии в долине реки Матур.
Расположено на р. Куляве, в 45 км к северу от райцентра — с. Таштып. Расстояние до ближайшей ж.-д. станции Абаза — 70 км.

## История
Год основания — 1825. В селе имеется средняя школа (основана в 1884 году), библиотека, дом культуры, обелиск воинам-землякам, погибшим в годы Великой Отечественной войны.

## Население
| 2002 | 2010  |
| ---- | ----- |
| 1226 | ↗1231 |

Численность населения — 1268 человек (на 01.01.2004), в том числе русские (47,2 %), хакасы (43,8 %), шорцы (5,4 %), украинцы (1 %) и др.

## Известные уроженцы
- Штыгашев, Иван Матвеевич — первый шорский писатель, миссионер, переводчик, учитель, священник.
- Штыгашев, Пётр Тарасович — поэт, педагог.
- Фёдорова, Анжелика Юрьевна — спортсменка, борец вольного стиля.